# Beatriu d'Ornacieux
Beatrix o Beatriu d'Ornacieux (1260-1303), va ser una monja cartoixana, fundadora d'un monestir. Venerada com beata per l'Església Catòlica, el seu culte va ser confirmat en 1763 i va ser beatificada pel Papa Pius IX el 15 d'abril de 1869. La seva festa litúrgica es fixà el 13 de febrer pels cartoixans i 25 de novembre a la diòcesi de Valença.

## Vida
La seva hagiografia va ser escrita en el segle xiv, en el llibre en francoprovençal lionès «La Vita seiti Biatrix virgina de Ornaciu» ("Vida de Santa Beatriu d'Ornacieux, verge") de la religiosa Margarida d'Oingt.
Beatriu va néixer al voltant de 1260 a Ornacieux, en una família noble i de gran abast, els senyors de Ornacieux. Ingressà el 1273 a la cartoixa de Parmènia, marxant posteriorment a fundar un monestir a Eymeux, on, segons la Vida, viu en l'austeritat i tingué molts èxtasis místics. Es va convertir en priora i morí al voltant del 1303. Les seves relíquies es comparteixen entre Aimés i Parmènia.

## Història escrita
El text principal relatiu a ella va ser escrit al segle XIV per Margarida d'Oingt en francoprovençal, sota el títol original: « Li Via seiti Biatrix, virgina de Ornaciu» ("La benaurada Beatriu d'Ornacieux, religiosa de Parménia")
| « | Quant vit co li diz vicayros que ay o coventavet fayre, ce alyet cela part et en ot mout de dongiers et de travayl, ancis que cil qui gardont lo lua d'Emuet li volissant layssyer co que il demandavet et que li evesques de Valenci o volit commandar. Totes veys yses com Deus o aveyt ordonat oy se fit | » |

## Iconografia
A causa de la seva devoció a la Passió de Crist i les ferides al seu cos, ella es representada sovint sostenint un clau o picant-se la mà esquerra amb un martell, per compartir d'alguna manera els dolors de Jesús crucificat.

## En la cultura popular
Una dita de 13 de febrer s'associa amb la santa: «Si Santa Beatriu està nuvolada, sis setmanes mullades» (De Sainte Béatrice la nuée, assure six semaines mouillées).

## Rewferències
1. ↑  Dates aproximatives
2. ↑  Anal. jur. pont. - 1869 - XI - 264
3. ↑  Nominis : Bienheureuse Béatrix d'Ornacieux
4. ↑   La littérature en francoprovençal avant 1700.  ELLUG, 2001, p. 42.
5. ↑   Saint-Bruno et l'ordre des Chartreux.  Librairie catholique internationale de l'oeuvre de Saint-Paul, 1883, p. 430.
6. ↑  Sancho Fibla, Sergi. Escribir y meditar. Las obras de Marguerite d'Oingt, cartuja del siglo XIII (en castellà).  Madrid: Siruela, 2018. ISBN 978-84-17454-02-9.
7. ↑   Caractéristiques des saints dans l'art populaire.  Poussielgue, 1867, p. 233.